# Li Po

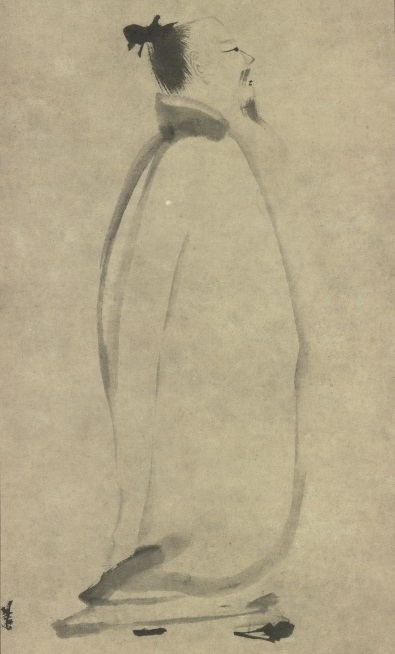
Lǐ Bái, Pictură în tuș de Liáng Kǎi

Li Tai-pe, Li Po sau Li Bai (chinez.: 李白, Lǐ Bái; n. 701 - d. 762) este împreună cu Du Fu unul dintre cei mai importanți poeții lirici din Dinastia Tang (618 - 907) din China.
A excelat atât în poezia oficială, de curte, cât și în cea de inspirație liberă, plină de savoarea vieții.

## Nume
Li Po are în istorie mai multe nume, numele lui complet fiind Lǐ Tài Bái (李太白) în scrierea Pinyin (chin. 汉语拼音文字/漢語拼音文字, = semne de fixare a vorbirii Pīnyīn Wenți fiind o formă de scriere fonetică oficială chineză), iar prenumele poetului fiind Tàibái (太白, luceafărul de zi) o altă varinată a numelui său Li Tai Po nume sub care este cunoscut în Europa de vest, el mai poartă și numele de Lǐ Bái cu porecla Shīxiān (詩仙 (poetul nemuritor).

## Biografie
Locul de naștere necunoscut, poetul a fost fiul unui negustor bogat din provincia Gansu (China centrală de nord cu capitala Lanzhou) unde bunicul său a fost exilat. Când Li Po are vârsta de 5 ani, se mută familia poetului în provincia Sihuan unde de tânăr ajunge sub influența confucianistă (Confucius) și taoistă, originea lui familiară neasigurându-i șanse de ascensiune în dinastia Tang. După ce întreprinde o serie de călătorii prin țară, ajunge în anul 742 poet de curte la curtea împăratului Xuánzōng (唐玄宗 (685 - 762) fiind susținut de secretarul imperial
Hè Zhīzhāng (賀知章) care este fascinat de talentul poetului. Împreună cu Hè Zhīzhāng ca și Zhāng Xù (張旭), Lǐ Shìzhi (李適之), Cuī Zōngzhī (崔宗之), Sū Jìn (蘇晉), Wáng Jìn (王璡) și Jiaō Suì (焦遂) alcătuie Lǐ Bái cercul de poeți de la curte numiți cei opt poeți de la cârciumă.

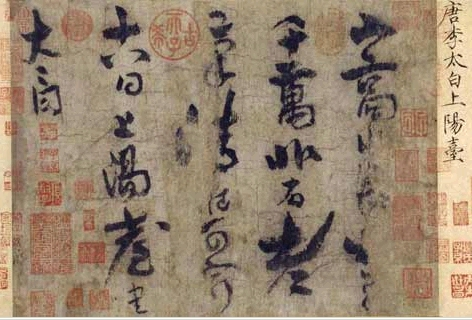
Caligrafie originală de-a lui Lǐ Bái
Muzeul palatului din Peking

După opt ani din motive necunoscute (se presupune că ar fi luat parte la intrigile unei concubine), poetul este trimis de la curte, hoinărind prin țară. În toamna anului 744 întâlnește pe poetul renumit chinez Dù Fǔ (杜甫) (712 - 770), care în contrast cu Li Bai compune versuri cu caracter de protest poltic descriind foametea, sărăcia și suferințele poporului chinez.
In anul 755 Li Po (Li Bai) este implicat în revolta lui Ān Lùshān (安禄山) (703-757)
revoltă care a durat între 755–763 și care a dus în cele din urmă la sfârșitul dinastiei Tang.
Li Po este exilat în Yelang de unde se poate reîntoarce în anul 759, murind în provincia Anhui (762).

## Poezii mai importante
Una dintre cele mai cunoscute poezii a poetului Lǐ Bái este Yèsī (夜思), tradus frecvent ca Gânduri în noapte sau poezia cu titlul Jìngyèsī (静夜思) tradus ca, Reflectări într-o noapte linștită. Poeziile și-au pierdut din păcate din vraja lor datorită greutăților întâmpinate la traducere.
Li Po a compus în total circa o mie de poezii în operele lui se poate observa influența confucionistă și taoistă. dintre aceste opere se pot aminti:
- Opt rapsodii (Fu)
- 149 de poezii din volumul Cântecele muzicanților (Yuefu)
- 59 de poezii în stil vechi (Gushi)
- 779 de poezii în stilul vechi și nou (Gujintishi) și
- 58 de bucăți în proză.

## Importanța operei sale
Cântăreț viguros și delicat al naturii și al dragostei, al vinului și al aventurii și, în același timp, critic necruțător al moravurilor nobilimii, Li Tai-pe a alternat realitatea și visul, atitudinea euforică și cea profund elegiacă în versuri simple și sugestive, amintind adesea de tonalitățile poeziei populare.
În lirica sa, finețea notației transcrie în mod fericit puritatea sentimentelor.
Li tai-pe a exercitat o mare influență asupra dezvoltării ulterioare a liricii chineze.